# إموند العجوز
إموند العجوز أو إدموند (بالسويدية: Emund den gamle إدموند دِن غاملِه، بالسويدية القديمة: Æmunðær gamlæ ،Æmunðær gammal ،Æmunðær slemæ) كان ملكاً للسويد من 1050 إلى 1060.
إموند كان ابناً غير شرعي لأولوف سكوتكونونغ. زوجة إموند هي آستريد نيالسدوتر من شالغاتن (توفيت في 1060). كانت آستريد ابنة رجل نرويجي نبيل يُدعى نيال فينسون (توفي في 1011) وأمها غونهيلد هالفدانسدوتر، وتُنسب لعائلة شالغا في هالوجالاند في النرويج. إموند وآستريد أصبحا والدين لثلاثة أبناء: ابنين وهما أنوند وانغفار، والذين توفيا قبل والدهما، وابنة اسمها غير معروف ولكنها أصبحت عقيلة ملك السويد ستينكيل وأم لملكين سويديين وهما إنجي الأول وآلستان.
إموند خلف أخيه أنوند يعقوب في حوالي عام 1050. وكما يذكر أن إموند كان يُدعى (Slemme سليمه) والتي تعني السيء، ويرجع ذلك لأنه كان يعارض بشدة رهبان مطرانية بريمن لصالح المبشر الإنجليزي أوسموندوس. يذكر القانون الويستغوثي أنه كان رجلاً كريها عندما كان يريد أن يحقق هدفاً، وأنه قام برسم الحدود بين السويد والدنمارك.
يعرف لقبه "Gamle" من آدم البريمني، بالرغم من أنه أخطاً بإعطائه هذا الاسم كلقب مناسب ويذكر في حادثة واحد «الملك غامله» وهو يقصد في الواقع إموند. إن لقبه غامله يعني «العجوز» وهذا قد يدل على أنه كان عجوزاً عندما أصبح ملكاً أو أنه كان كان الأخ الأكبر لسلفه أنوند يعقوب.
إموند كان آخر ملك من سلالة مونسو. يذكر آدم البريمني في عمله Gesta Hammaburgensis Ecclesiae Pontificum (أفعال أساقفة هامبورغ) أن ابنه أنوند إموندسون ماتَ عندما كان يقود هجوماً سويدي ضد تيرا فيماناروم وانتهى الهجوم بهزيمة السويد.
تذكر ملحمة هارفار أن إموند كان ملكاً لفترةٍ قصيرة:
| Eymundr hét annarr sonr Óláfs sænska, er konungdóm tók eptir bróður sinn. Um hans daga heldu Svíar illa kristnina. Eymundr var litla hríð konungr. | كان لدى أولاف السويدي ابناً آخر يُدعى إيموند، والذي أصبح ملكاً بعد أخيه. في زمانه تخلى السويديون عن النصرانية؛ ولكنه كان ملكاً لفترة قصيرة. |  |